# مازن كرباج
مازن كرباج رسام كاتب قصص مصورة وعازف بوق لبناني من مواليد بيروت سنة 1975. استلهم كرباج أغلب إبداعاته من تجربة معايشته للحرب بلبنان.